# 모두의 뉴스
《모두의 뉴스》(みんなのニュース)는 일본의 후지 TV(CX·FNN) 계열이 제작·방영한 뉴스 정보 프로그램으로, FNN 슈퍼뉴스의 후속이다.

## 개요
1998년부터 방송을 시작한 FNN 슈퍼뉴스 종영 후 후속 프로그램이다. 프로그램 컨셉은 저녁은 현명하다.이고, 표출은 각각 푸른색, 회색, 빨간 색이다. 후지 TV 뉴스 프로그램에서 FNN의 이름이 쓰이지 않은 것은 FNN 출범 이래 처음이다. 오늘 밤의 뉴스와 내일의 뉴스와는 자매 프로그램이다.

## 앵커
- 이토 도시히로
- 쇼노 요코
- 쓰바키바라 게이코

## 방송 시간
- 월 - 금요일: 15:50 ~ 19:00